# Brauhausstraße 19 (Merkendorf)
Das Wohnhaus Brauhausstraße 19 ist ein eingeschossiger giebelständiger Satteldachbau in der Brauhausstraße 19 der Stadt Merkendorf im Fränkischen Seenland (Mittelfranken) und steht unter Denkmalschutz.

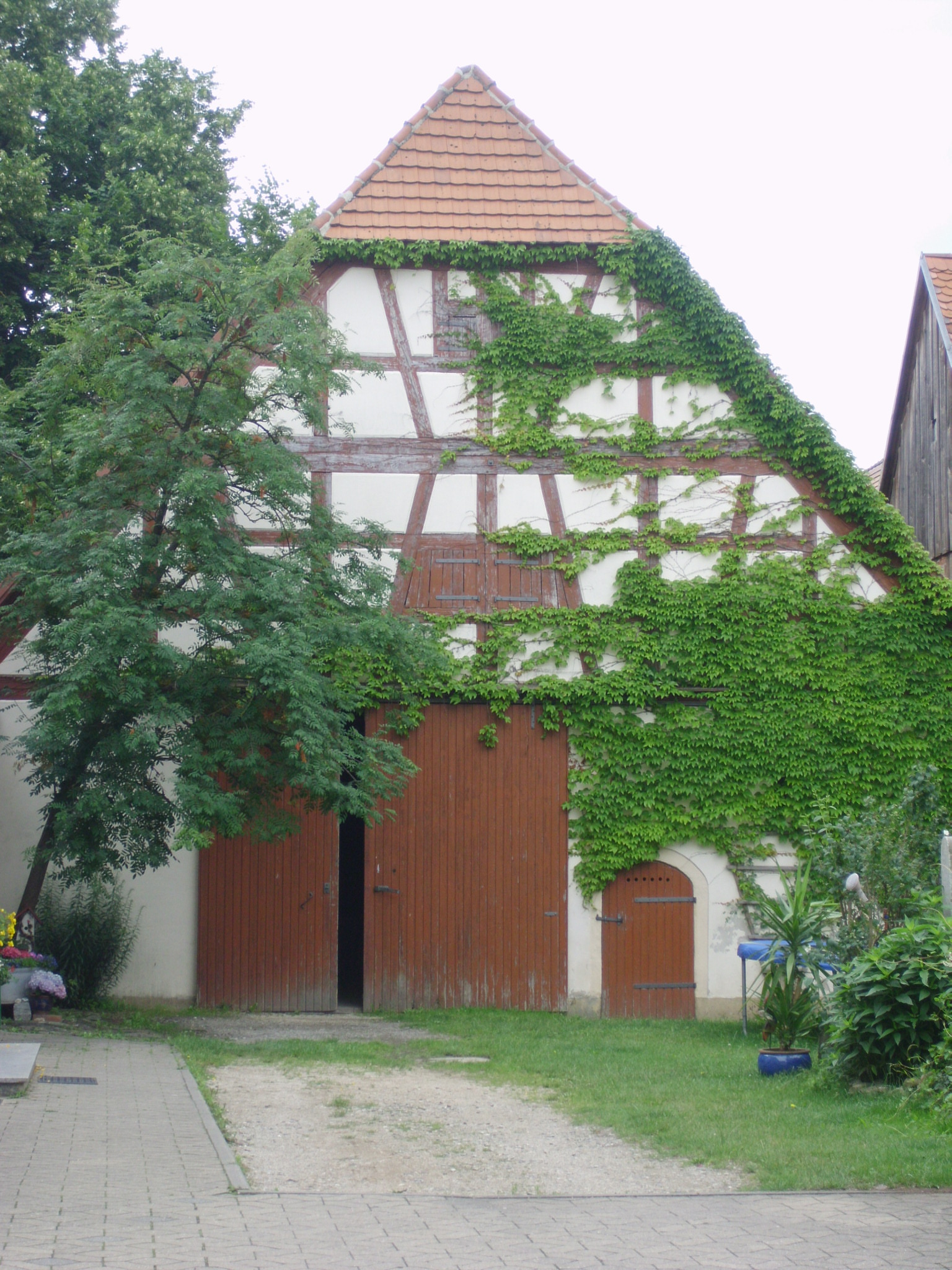
Fachwerkscheune in der Brauhausstraße 19

## Bau
Das massive Gebäude mit Zwerchhaus wurde 1847 errichtet. Die angrenzende eingeschossige Scheune hat ein Krüppelwalmdach mit Fachwerkgiebel, die bereits 1791 gebaut wurde.